# National Citizens' Movement for Free Elections
National Citizens' Movement for Free Elections (beter bekend als NAMFREL) is een officieel erkend orgaan dat tot doel heeft op onafhankelijke wijze de Verkiezingen in de Filipijnen te controleren. 
De organisatie werd in oktober 1983 opgericht door Jose Concepcion jr.. Het doel was en is om zorg te dragen voor vrije, ordelijke en eerlijke verkiezingen in de Filipijnen. NAMFREL is een niet-partijdig orgaan dat gebruikmaakt van de diensten van meer dan 250.000 vrijwilligers afkomstig uit een hele reeks van religieuze en maatschappelijke organisaties. De kosten van NAMFREL worden gedragen door meer dan 140 donoren en 125 organisaties.